# Шосейний велосипед
Шосе́йний велосипе́д — різновид велосипеда, придатний для поїздок на асфальтованому покритті. (За англомовною класифікацією, що охоплює широкий клас велосипедів для асфальтованих доріг — road bicycle, за більш вузькою класифікацією — racing bicycle). Дозволяє розвинути швидкість, більшу за швидкість популярних гірських велосипедів за рахунок вузького колеса та малої маси.

## Конфігурація
В наш час[джерело?] велосипед цього класу має максимально полегшену раму класичної «трикутної» (ромбоподібної) форми зі сталевих, частіше алюмінієвих сплавів, легкі алюмінієві ободи коліс розміром 28 дюйм, та шини/камери діаметром 622 мм та шириною 1¼—1¾ дюйми. Запозичене у BMX-а прямо кермо; спортивна відкрита зубчата «коронка» перемикача швидкості задньої осі та перекидач на передній ведучій шестерні загальною формулою швидкостей 3 × 8 = 24 чи 3 × 9 = 27. Гальма: традиційні тросові (наприклад «V-Brakes»), чи гідравлічні дискові. Часто має підресорену передню вилку (з спіральним, гідравлічним чи газовим амортизатором), дуже рідко підресорену задню вилку.

## В Україні

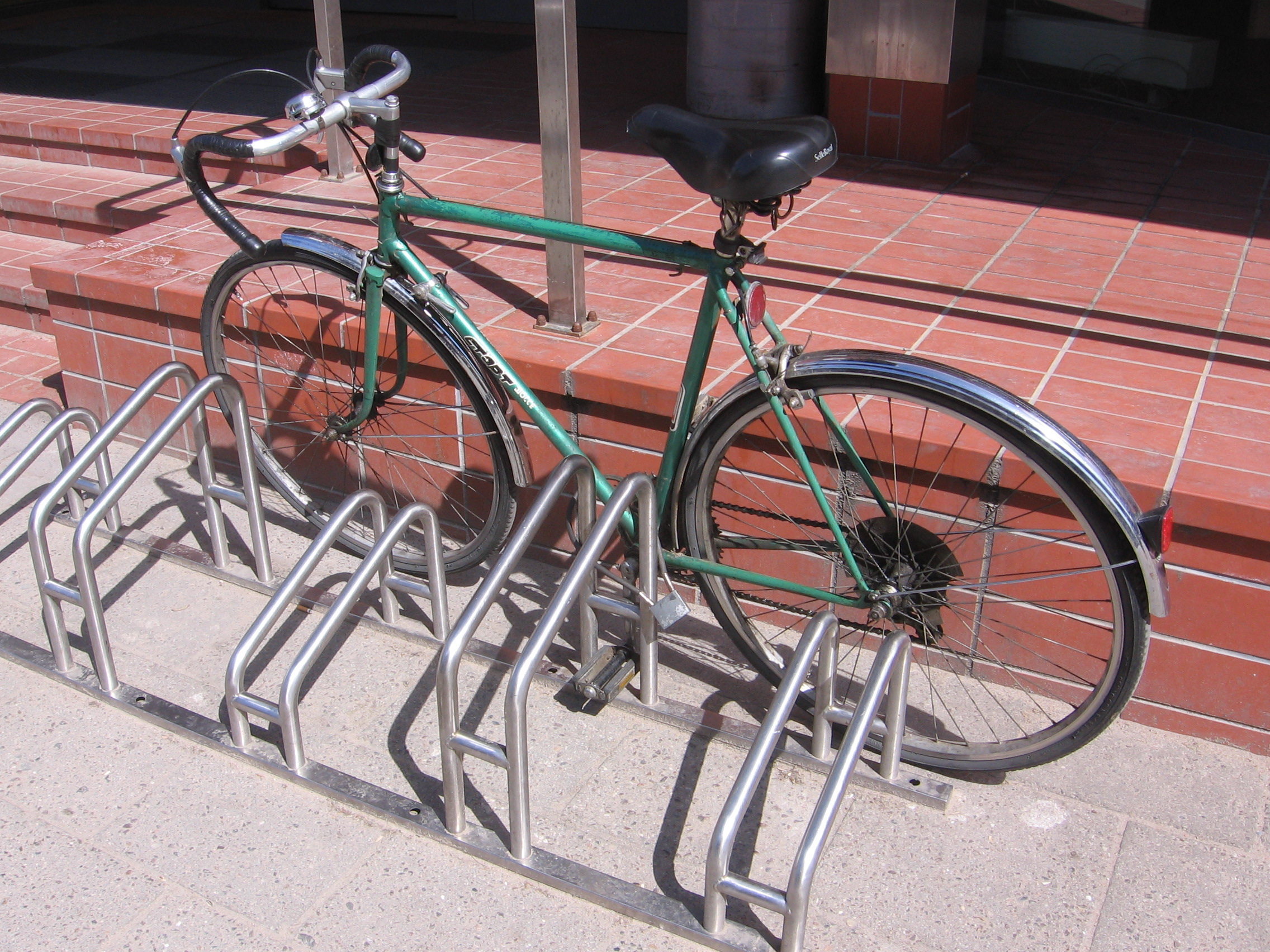
Шосейний велосипед «Старт-Шоссе», випущений Харківським велосипедним заводом.

За радянських часів Харківський велозавод випускав у цьому класі велосипед моделі «Спутнік». Він знаходився за класом поміж шосейно-гоночним «Старт-шоссе» (за англійським класом racing bicycle, німецьким класом Rennrad) та шосейно-дорожнім «Турист» (за англійським класом touring bicycle, німецьким класом Trekking-bike); за своєю конструкцією та якістю матеріалів ближче до другого.